# Disastro ferroviario di San Bernardino
Il Disastro ferroviario di San Bernardino (alle volte conosciuto come l'incidente di Duffy Street,) è stata la concomitanza di due diversi incidenti, separati ma connessi tra loro che sono avvenuti a San Bernardino, in California: un deragliamento di un treno merci avvenuto il 12 maggio 1989 e il seguente guasto della Calnev Pipeline avvenuto il 25 maggio 1989 una conduttura di un oleodotto vicina ai binari che è stata danneggiata da attrezzature per il movimento terra durante le pulizie dei detriti dell'incidente.

## Deragliamento del treno
Il 12 maggio 1989, alle 7:36, un treno merci della Southern Pacific Railroad composto da 6 locomotive e 69 vagoni (SP 7551 East, codice computer 1 MJLBP-11) che trasportava trona, perse il controllo mentre scendeva dal passo Cajon, deragliò su un curva sopraelevata e finì in una zona residenziale su Duffy Street. La posizione è appena a nord-est del punto in cui la 210 Foothill Freeway attraversa il Lytle Creek Wash.
I dati provenienti dalle "scatole nere" (registratori di eventi) delle locomotive hanno mostrato che i freni dinamici della terza locomotiva di testa non funzionavano affatto, sebbene il suono delle ventole di raffreddamento abbia indotto in errore gli equipaggi a credere che la frenata dinamica fosse funzionale. Dopo l'incidente è stato anche stabilito che l'ingegnere che guidava le locomotive di aiuto era a conoscenza dei freni dinamici difettosi su una delle sue unità, ma non aveva comunicato tale informazione al personale di testa. La combinazione di calcolo errato del peso, scarsa comunicazione e impianto frenante difettoso ha prodotto un peso totale del treno troppo grande per controllare adeguatamente la velocità in discesa.
Una volta annullata la frenata dinamica mediante l'applicazione del freno di emergenza da parte dell'assistente ingegnere, l'enorme peso delle auto pesantemente caricate provocava una rapida accelerazione a cui non era possibile resistere esclusivamente con la frenata meccanica. Il treno si è catapultato dalla curva di 35 mph vicino a Duffy Street a 110 mph, disperdendo locomotive e vagoni, oltre al carico. C'erano un SD40T-2, due SD45R e una locomotiva SD45T-2 all'estremità di testa, un SD40T-2 e un SD45R all'estremità di supporto e 69 vagoni a tramoggia carichi di trona.

### Equipaggio del treno ed equipaggio di supporto del Southern Pacific 7551 East
L'equipaggio chiamato per il treno 7551 Est era il seguente:
- Frank Holland, ingegnere (33 anni)
- Everett Crown,† Conducente del treno (35 anni)
- Allan Riess,† Frenatore sulla terza locomotiva (43 anni)
- Lawrence Hill, ingegnere dell'unità di aiuto 7443 (42 anni)
- Robert Waterbury, frenatore dell'unità di aiuto 7443 (57 anni)

(†=Ucciso nel incidente.)
Nel relitto rimasero uccisi il Conducente del treno Crown (schiacciato a morte nel muso dell'unità SP 8278) e il frenatore Riess (schiacciato a morte nella cabina dell'unità SP 7549), insieme a due giovani ragazzi, Jason Thompson (di 10 anni) e Tyson White (età 7 anni), che rimasero schiacciati e asfissiati quando il treno distrusse una delle case di Duffy Street.
L'ingegnere Holland è rimasto al suo posto presso la postazione di controllo nell'unità SP 8278 in testa al treno, e ha riportato diverse costole incrinate e un polmone perforato. Tuttavia, è riuscito a strisciare fuori dalla sua locomotiva distrutta ed è stato aiutato a scendere da testimoni oculari presenti sulla scena. L'ingegnere Hill e il frenatore Waterbury, che erano nelle locomotive di aiuto, hanno riportato ferite lievi.

## Rottura e incendio della conduttura

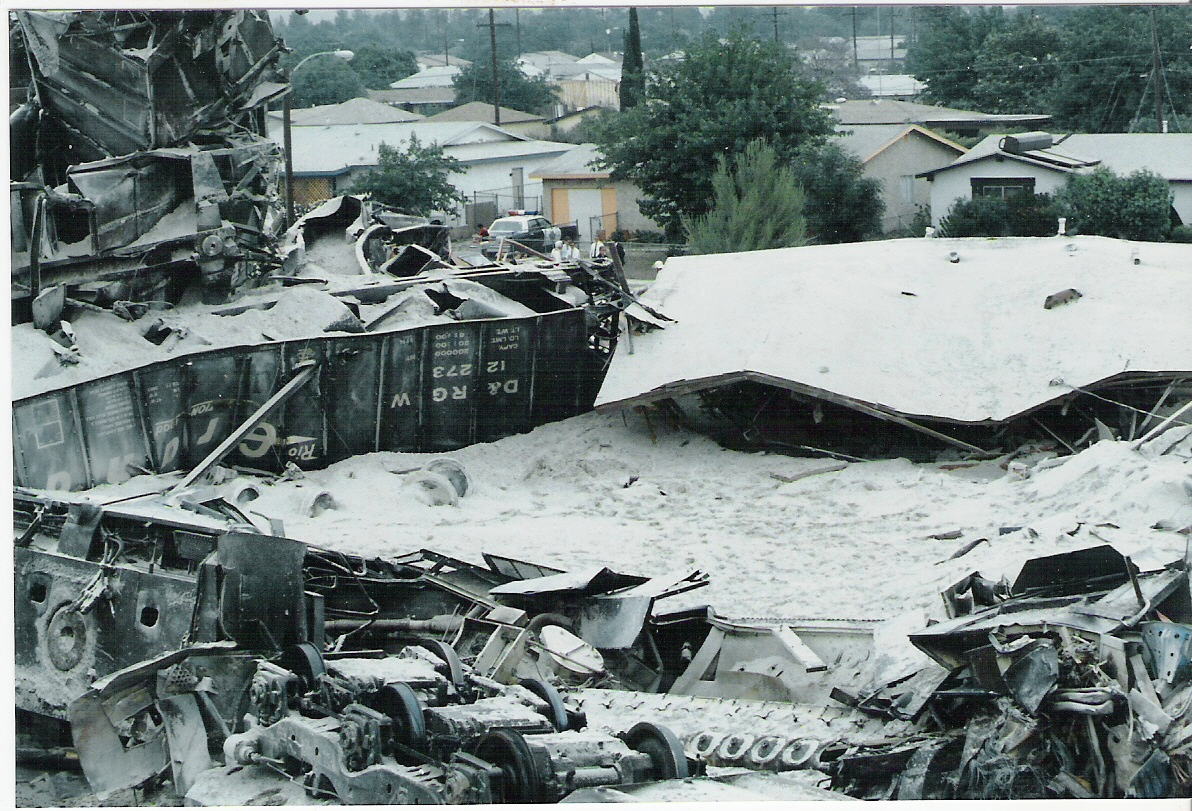
Casa sepolta in Duffy St.

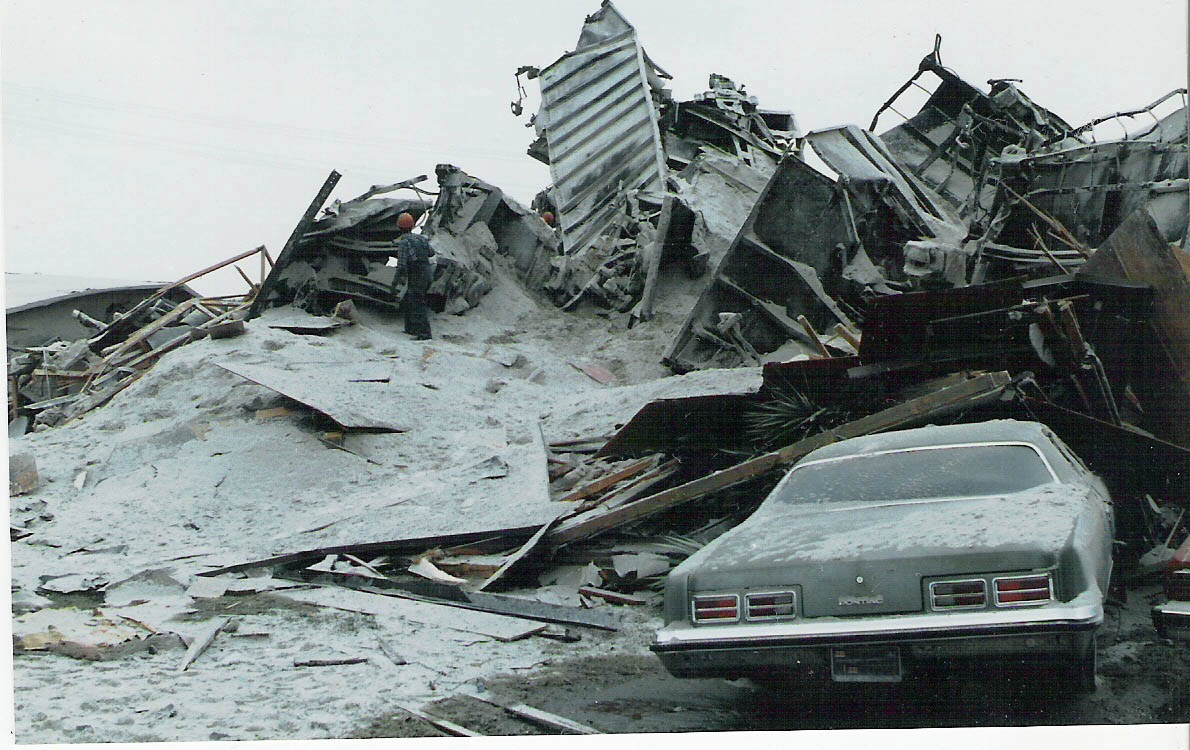
Casa distrutta in Duffy St.

Sepolto sei piedi sottoterra lungo il binario c'è un oleodotto petrolifero ad alta pressione da 14 pollici gestito da Calnev Pipeline. La conduttura è stata contrassegnata con dei paletti durante la pulizia per evitare il rischio che venisse danneggiata accidentalmente. I funzionari dell'oleodotto sono rimasti sul posto come osservatori della sicurezza durante la pulizia dei vagoni ferroviari, ma non durante la pulizia del materiale trona. Il servizio sulla pista dove è avvenuto il deragliamento è stato ripristinato quattro giorni dopo l'incidente
Tredici giorni dopo l'incidente ferroviario del 25 maggio 1989, alle 8:05, poco dopo che testimoni oculari avevano sentito un treno passare attraverso il luogo del deragliamento, il gasdotto esplose nel punto della curva in cui avvenne il deragliamento, inondando il quartiere di benzina, che si accese in un grande fuoco che bruciò per quasi sette ore ed emise un pennacchio di fiamme alto trecento piedi.
Quando l'incendio si spense, aveva bruciato mortalmente due persone e distrutto altre undici case e 21 automobili. Delle case distrutte, cinque erano direttamente dall'altra parte della strada rispetto alle case che erano state distrutte nel deragliamento, mentre un'altra era l'unica casa sul lato dei binari di Duffy Street ad essere stata risparmiata dai danni durante il deragliamento. Altre quattro case hanno subito danni moderati da fumo e incendio, mentre altre tre hanno riportato solo danni da fumo. Il danno totale alla proprietà è stato di 14,3 milioni di dollari (equivalenti a 33,8 milioni di dollari nel 2022), con una maggior parte di questi danni derivanti dall'incendio che dal deragliamento del treno, sebbene ci siano state più vittime a causa del deragliamento.

## Le indagini

### Parte 1: Deragliamento del treno

#### Parte 1a: Peso del treno errato
Gran parte delle indagini dell'NTSB sui due disastri si sono concentrate sulle attività circostanti il deragliamento.
L'SP MJLBP1-11 trasportava trona che era stata estratta e caricata sui vagoni merci per la spedizione a un acquirente. La spedizione si sposterà via ferrovia fino al porto di Los Angeles, poi via nave verso la Colombia, in Sud America. Questa sarebbe la seconda spedizione del genere. L'acquirente aveva acquistato 6.900 tonnellate di trona; così la società mineraria, Lake Minerals, stipulò un contratto per 69 vagoni con tramoggia di carbone da 100 tonnellate (che avevano una combinazione di marchi di segnalazione D&RGW e SP), che dovevano essere caricati da un appaltatore esterno a Rosamond. Quando la compagnia mineraria consegnò il contratto finale all'impiegato (Thomas Blair) per la polizza di carico, non avevano inserito alcun peso, partendo dal presupposto che la ferrovia avrebbe saputo di aver riempito i vagoni da 100 tonnellate al massimo della capacità. L'impiegato ha compilato la polizza di carico come 60 tonnellate per vagone tramoggia, confrontando visivamente 100 tonnellate di carbone. Di conseguenza, il treno venne classificato come un peso totale di circa 6.151 tonnellate (2.011 tonnellate dai vagoni merci stessi, 4.140 tonnellate di carico), significativamente più leggero del suo peso reale (Warren, 3).
Alle 21:00 l'11 maggio un equipaggio di tre uomini composto da Frank Holland, un ingegnere; Everett Crown, un direttore d'orchestra; e Allan Riess, un frenatore, fu messo in servizio presso il cantiere di Bakersfield della SP. Sono stati trasportati con un furgone aziendale a Mojave per prendere in carico un set di tre unità di locomotive, composto da SP 7551, SP 7549 (entrambe le unità EMD SD45R) e SP 9340 (un EMD SD45T-2). Mentre era a Mojave, l'equipaggio ha ottenuto la documentazione necessaria per il proprio treno, incluso un profilo del vagone e del tonnellaggio (una stampa generata dal sistema informatico TOPS di SP che mostrava, tra le altre cose, il peso presunto del treno di 6.151 tonnellate). Salendo a bordo delle locomotive, si scoprì che l'unità principale, n. 7551, era morta e non poteva essere avviata. L'equipaggio è stato quindi incaricato di prendere l'unità SP 8278 (un EMD SD40T-2 "Tunnel Motor") da un altro gruppo e di aggiungerla alla propria, davanti al 7551 morto.
L'equipaggio lasciò Mojave alle 00:15 del 12 maggio e si diresse a sud (direzione ferroviaria est) per circa tre miglia fino a Fleta, dove avrebbero dovuto caricare i 69 vagoni merci. A causa delle attrezzature per la manutenzione parcheggiate sui binari all'estremità sud del binario di raccordo di Fleta, era necessario che il personale del treno prendesse i vagoni dall'estremità nord, li riportasse a Mojave e li aggirasse, prima di dirigersi a sud verso Palmdale. , dove originariamente era previsto il trasporto di un ulteriore aiutante che sarebbe stato posizionato nella parte posteriore del treno per aiutare nella frenata dopo aver superato il Passo Cajon.
Dopo un cambio di turno nell'ufficio del capotreno, il nuovo capotreno ha ricalcolato correttamente il tonnellaggio del treno in circa 8.900 tonnellate, in base alla sua precedente esperienza con questo tipo di traslochi. La capacità di frenata diminuisce esponenzialmente per ogni grado di pendenza: con una pendenza del 2,2%, i freni dinamici di una locomotiva completamente operativa erano in grado di mantenere la velocità da 1.700 a 1.800 tonnellate di peso (sia nei vagoni merci che nelle merci) a una velocità di 25 miglia orarie (40 km/h). La capacità di frenata dinamica è più efficace vicino a una velocità di 25 miglia orarie (40 km/h) e diminuisce se il treno viaggia più lentamente o più velocemente di questa velocità ottimale, quindi gli ingegneri cercano di mantenere velocità comprese tra 25 e 30 miglia orarie (40/48 km/h) su pendenze ripide. Il centralinista ha stabilito che avrebbero avuto bisogno dei freni dinamici di 5,23 motori funzionanti (6 in totale) per mantenere questa velocità ottimale tra 25 e 30 miglia all'ora (40 e 48 km/h), quindi raccogliendo solo l'unica locomotiva di supporto aggiuntiva a Palmdale , come originariamente previsto, non avrebbe fornito uno sforzo di frenata dinamico sufficiente per la pendenza del 2,2% sul lato ovest del Cajon Pass dove è avvenuto il deragliamento, quindi invece di aggiungere la singola unità a Palmdale, il centralinista ha ordinato un set di supporto di due unità spedito da il gruppo di aiutanti a West Colton, in California.
Di conseguenza, all'1:30 del mattino del 12 maggio, un equipaggio composto da Lawrence Hill, un ingegnere, e Robert Waterbury, un frenatore (che agisce in una posizione nota come "vedetta") fu portato in servizio a West Colton e trasportato dalla compagnia furgone a Dike (situato a Devore), dove salirono a bordo di una locomotiva di supporto a due unità composta da unità SP # 7443 (un EMD SD45R) e SP 8317 (un altro motore tunnel EMD SD40T-2). Le loro istruzioni erano di aiutare prima un treno diretto a nord (orario verso ovest) su per la collina fino a Oban, quindi riportare MJLBP-11 lungo il Cajon Pass fino a West Colton.

#### Parte 1b: Mancanza di potenza frenante dinamica
I due fattori critici in questa fuga e nel successivo deragliamento sono stati (1) il tonnellaggio errato del treno fornito all'equipaggio e (2) la mancanza di freni dinamici pienamente operativi su tutte le locomotive tranne due tra la testata e le locomotive di supporto.
Ogni carro tramoggia aveva ruote dotate di un normale freno ad aria compressa. Le parti critiche dei freni ad aria compressa sono costituite da pattini metallici che creano attrito premendo contro i battistrada delle ruote quando i freni ad aria compressa vengono attivati. Quanto più lentamente si muove una ruota, tanto più facilmente l'attrito può indurre una trazione rallentata anziché calore. Quanto più velocemente una ruota si muove, tanto più difficile è l'attrito convertito in potenza frenante anziché calore. Pertanto, i freni ad aria compressa funzionano in modo ottimale quando si viaggia a velocità inferiori a 25 miglia orarie (40 km/h), poiché questa è la velocità alla quale si ottiene più trazione che calore tramite l'attrito tra le scarpe e le ruote. I freni ad aria compressa sui vagoni tramoggia a pieno carico dell'MJLBP-11 (100 tonnellate ciascuno su una pendenza del 2,2%) hanno avuto solo un effetto limitato sul potenziale di frenata del treno, diventando esponenzialmente più deboli e più caldi all'aumentare della velocità del treno.
La seconda locomotiva della testata SP 7551, poiché era trainata, non disponeva di freni dinamici funzionanti, ma solo di freni ad aria compressa. Il registratore di eventi scaricato dall'unità SP 7549 (la terza locomotiva), ha mostrato che produceva corrente di trazione durante la guida ma nessuna corrente nella frenata dinamica. I freni dinamici della quarta locomotiva SP 9340 funzionavano sporadicamente e avevano un'utilità limitata. Anche l'unità SP 8317 (della locomotiva ausiliaria a due unità agganciata alla parte posteriore del treno) non era dotata di freno dinamico operativo. Pertanto delle quattro locomotive davanti e del gruppo di aiutanti all'estremità solo la testa del treno SP 8278 e la coda del treno SP 7443 avevano freni dinamici perfettamente funzionanti. Questa informazione non è stata trasmessa allo spedizioniere del treno. L'ingegnere ferroviario sapeva solo che la seconda unità della testata (SP 7551) non aveva freni, ma credeva di avere freni dinamici più che sufficienti per mantenere la velocità di 6.151 tonnellate (come era ancora elencato nel manifesto di carico) perché 6.151 tonnellate richiederebbero solo lo sforzo di frenata dinamica di cinque motori. Con un peso reale di 8.900 tonnellate, tuttavia, il treno avrebbe avuto bisogno dei freni dinamici funzionanti di almeno sei o sette motori (con moderata dipendenza dai freni ad aria compressa), o cinque motori (con un forte input dai freni ad aria compressa) in fine di mantenere il controllo.
Non appena il treno ha raggiunto l'apice della pendenza a Hiland e ha iniziato a scendere sul lato sud del Passo Cajon, è diventato chiaro a Holland in testa al convoglio che aveva problemi a controllare la velocità del treno. Quando si rese conto che il treno stava prendendo troppa velocità, fece tutto il possibile per controllare la velocità del treno utilizzando i freni ad aria compressa del treno e i freni dinamici delle locomotive di testa, e chiese al macchinista aiutante della locomotiva di fare tutto il possibile per aiutarlo, non sapendo che aveva un solo freno dinamico funzionante nel suo set. Come ultimo tentativo di fermare il treno, l'ingegnere aiutante ha avviato un'applicazione del freno di emergenza dalla sua locomotiva aiutante, ma questo ha finito per disabilitare tutti i freni dinamici del treno, consentendo al treno di prendere velocità. Dopo l'attivazione del freno di emergenza, gli unici freni funzionanti erano quelli ad aria compressa, che ora si stavano sciogliendo a causa dell'attrito e del calore. Quando gli investigatori dell'NTSB arrivarono sul luogo dell'incidente (circa dodici ore dopo l'incidente), osservarono che le ruote erano diventate così calde che avevano iniziato ad espandersi dagli assi delle ruote nel momento in cui lasciavano i binari.
Il treno stava viaggiando a una velocità calcolata di 110 miglia all'ora (177 km/h) quando entrò in una curva di quattro gradi appena a nord del cavalcavia di Highland Avenue che aveva una velocità massima autorizzata di 40 miglia all'ora (64 km/h ) e deragliava finendo contro le case all'esterno della curva. Tutte le case sul lato di Duffy Street più vicino ai binari tranne una furono distrutte. L'unica casa su quel lato della strada che è stata risparmiata dai danni durante il deragliamento è stata distrutta dalla rottura del gasdotto. Nel relitto furono distrutti anche seicentottanta piedi di binari.
Il rapporto dell'NTSB ha stabilito che se il treno fosse partito giù per la collina a una velocità inferiore a 15 miglia orarie (24 km / h), sarebbe stato possibile per l'equipaggio riprendere il controllo del treno e dei freni. Si è anche scoperto che il programma di formazione degli ingegneri della SP non conteneva alcun materiale su come riprendere il controllo di un treno in fuga e che la supervisione della ferrovia sulle operazioni in montagna era inadeguata. Il rapporto affermava che il deragliamento era inevitabile a causa del numero di circostanze sfortunate accadute durante il viaggio. Gli ingegneri non sono stati ritenuti affatto colpevoli, poiché hanno agito entro limiti ragionevoli.

### Parte 2: Danni alla conduttura non rilevati
Le prime ispezioni di porzioni specifiche della conduttura non hanno riscontrato danni dal relitto e quindi hanno ritenuto sicuro ricaricare la conduttura con il prodotto a piena pressione. In particolare, poiché questo gasdotto riforniva Las Vegas, Calnev era sotto pressione per riprendere rapidamente il flusso di prodotto, e un residente di San Bernardino in seguito osservò che servire Las Vegas valeva più di qualsiasi cosa nella loro città californiana. Gli operatori della conduttura hanno monitorato il flusso iniziale nella conduttura e, poiché non vi erano perdite, si è ritenuto che tutto andasse bene.
Dopo l'ispezione iniziale e il rifornimento del prodotto da parte di Calnev, è iniziata la pulizia dei rottami del treno. Per prima cosa sono state rimosse le tramogge, un processo che ha richiesto due giorni. Il 15 maggio le locomotive furono rimosse, furono demolite anche le case danneggiate e furono ricostruiti 210 m di binari. Un escavatore è stato quindi utilizzato per rimuovere la trona fuoriuscita dai vagoni merci, a partire dal 16 maggio, lo stesso giorno in cui SP ha ripreso il servizio sui binari attraverso il luogo dell'incidente, e terminando il 19 maggio, sei giorni prima della rottura.
Nonostante siano stati posizionati dei paletti lungo il percorso del gasdotto per mostrare dove si trovava agli addetti alla pulizia del trona fuoriuscito, la pulizia ha comunque causato danni non rilevati al gasdotto. Gli investigatori dell'NTSB hanno trovato degli squarci che si ritiene siano stati lasciati da un escavatore che ripuliva il carico versato. Nel corso del tempo, questi squarci hanno causato l’indebolimento dell’integrità della conduttura e infine la rottura. Durante la pulizia, Calnev ha ispezionato solo brevi segmenti del gasdotto, generalmente intorno ai punti in cui i rottami del treno erano caduti sopra il tubo. Altri brevi scavi portarono alla luce altri detriti, compresi i carrelli delle tramogge. Non hanno effettuato uno scavo della tubazione per l'intera lunghezza del luogo del deragliamento per un'ulteriore ispezione, né un test idrostatico, nessuno dei quali, se effettuato, avrebbe rilevato il danno e impedito la rottura.
Immediatamente dopo la rottura, gli operatori di controllo della conduttura hanno rilevato un improvviso cambiamento nella pressione di pompaggio (che indica una possibile rottura o una grave perdita) nell'area, ma non sono riusciti a prendere provvedimenti immediati per arrestare il flusso del prodotto. Inoltre, le valvole di arresto e ritegno a valle della rottura non si sono chiuse, consentendo al prodotto di rifluire lungo il tubo attraverso il Passo Cajon, rafforzando l'intensità e la durata dell'incendio. Le valvole erano già difettose al momento del deragliamento e il problema non è stato risolto nelle due settimane trascorse dal deragliamento alla rottura.
Durante l'ispezione della conduttura dopo la rottura, sono stati scoperti altri detriti di una delle locomotive distrutte vicino al punto di rottura. Al momento della rottura, la conduttura era sepolta a soli 2 piedi e mezzo (0,76 m) sotto terra, molto più vicino alla superficie di quanto non fosse al momento del deragliamento.

## Le conseguenze
I tentativi di tenere chiuso l'oleodotto Calnev dopo il suo guasto non hanno avuto successo.
Molti residenti hanno ricevuto insediamenti dal Pacifico meridionale e/o da Calnev e si sono trasferiti dopo questo disastro. I lotti sul lato sud di Duffy Street, più vicini alla linea ferroviaria, sono stati trasformati in spazi aperti dalla città in modo da non essere ricostruiti. Altri appezzamenti vicini che potrebbero essere riqualificati sono rimasti vuoti per anni, anche se nel 2016 almeno tre case sono state ricostruite lì.
La Southern Pacific ha anche cambiato le sue procedure sul peso del carico, che richiedevano che gli impiegati presupponessero che ogni vagone merci su ogni treno trasportasse il carico massimo che era stato progettato per trasportare se i documenti presentati non indicavano un peso. Assumendo il peso massimo del treno, ciò garantirebbe che lo spedizioniere assegnerebbe almeno il numero minimo di locomotive necessarie per garantire che il treno abbia una capacità di frenata sufficiente per mantenere il treno sotto controllo su pendenze ripide.
Sette anni dopo l'incidente, la Southern Pacific fu acquistata dalla Union Pacific, che ancora fa circolare i treni sui binari dove avvenne il deragliamento.

### Smaltimento delle attrezzature del treno
Tutte e quattro le locomotive nella parte anteriore del treno (SP SD40T-2 #8278, SP SD45R #7551, SP SD45R #7549 e SP SD45T-2 #9340) sono state danneggiate irreparabilmente. Sono stati venduti per parti alla Precision National e demoliti sul luogo dell'incidente.
Entrambe le unità di soccorso sono deragliate, ma erano ancora operative. SD40T-2 8317 è stato venduto a Precision National, riparato, quindi rivenduto a Helm Leasing per la continuazione del servizio. È stato demolito nel 2013. SD45R # 7443 è stato riparato e ridipinto da SP e rimesso in servizio. Fu finalmente ritirato il 17 marzo 2000 e venduto alla National Railway Equipment Company, che lo ricostruì con autocarri a scartamento 5′6″ per MRS Logística (in Brasile) n. 5313-1.
Tutti i 69 vagoni tramoggia sono stati distrutti e demoliti sul luogo dell'incidente.
Come risultato di questo e di altri incidenti che coinvolgono locomotive con frenatura dinamica, l'Amministrazione Federale delle Ferrovie ha annullato il suo mandato di disabilitare la frenatura dinamica quando i freni del treno vengono messi in emergenza. Il mandato ora è che rimangano tutti funzionali.

## L'incidente nei media
Il disastro è stato descritto nell'episodio 9 della stagione 5 chiamato "Un treno fuori controllo", della serie televisiva canadese Indagini ad alta quota. Per le emittenti che non utilizzano il nome della serie Indagini ad alta quota, questo è uno dei tre episodi della terza stagione etichettati come spin-off di Crash Scene Investigation, che esaminano disastri marini o ferroviari. La drammatizzazione è stata trasmessa con il titolo "Unstoppable Train" negli Stati Uniti.